# Барба Вадим Юрійович
Вадим Юрійович Барба (нар. 7 вересня 1986) — український футболіст, півзахисник. У складі «Круої» виступав у вищому дивізіоні чемпіонату Литви.

## Життєпис
Вихованець одеського «Чорноморця». Окрім «моряків» у ДЮФЛУ також виступав за столичний «Локомотив». Дорослу футбольну кар'єру розпочав 2004 року в складі київської ДЮСШ-15, яка виступала в чемпіонаті міста.
У квітні 2005 року підписав контракт з «Пальмірою». Дебютував у футболці одеського дебютував 17 квітня 2005 року в переможному (1:0) домашньому поєдинку 16-го туру групи Б Другої ліги України проти армянського «Титану». Вадим вийшов на поле на 90+2-ій хвилині, замінивши Юрія Яськова. Загалом провів 5 поєдинків у Другій лізі України. Влітку 2005 року перебрався до «Зірки». У футболці кропивницького клубу дебютував 6 серпня 2005 року в нічийному (0:0) виїзному поєдинку 1-го туру групи «Б» Другої ліги України проти овідіопольського «Дністра». Барба вийшов на поле в стартовому складі, на 84-ій хвилині отримав жовту картку, а на 85-ій хвилині його замінив Андрія Чернова. У першій частині сезону 2005/06 років провів 9 місяців у Другій лізі України та 1 матч у кубку України. У травні 2006 року став гравцем «Біляївки», у футболці якої зіграв 3 матчі в аматорському чемпіонаті України.
У липні 2006 року перебрався в ПФК «Олександрія». У футболці олександрійського клубу дебютував 21 липня 2006 року в переможному (1:0) домашньому поєдинку 1-го туру Першої ліги України проти луцької «Волині». Вадим вийшов на поле на 89-ій хвилині, замінивши Олександра Казанюка. У першій половині сезону 2006/07 років зіграв 13 матчів у Першій лізі України. Під час зимової перерви сезону 2006/07 років перейшов у «Поділля». У футболці хмельницького клубу дебютував 5 квітня 2007 року в програному (0:2) виїзного поєдинку 25-го туру Першої ліги України проти черкаського «Дніпра». Барба вийшов на поле в стартовому складі, а на 45-ій хвилині його замінив Валерій Гайдаржі. Загалом у футболці «Поділля» зіграв 10 матчів у Першій лізі, після чого залишив розташування клубу.
Взимку 2009 року уклав договір з «Бастіоном», у футболці якого дебютував 4 квітня 2009 року в програному (0:4) домашньому поєдинку 22-го туру групи Б Другої ліги України проти «Єдності». Вадим вийшов на поле в стартовому складі, а на 46-ій хвилині його замінив Белмохтар Саїд. Дебютним голом у професіональній кар'єрі відзначився 1 листопада 2009 року на 80-ій хвилині переможного (4:0) домашнього поєдинку 14-го туру групи «А» Другої ліги України проти «Єдності». Барба вийшов на поле в стартовому складі, а на 84-ій хвилині його замінив Олександр Бредіс. Загалом у складі «Бастіона» в Другій лізі України зіграв 29 матчів (1 гол). У квітні 2011 року перейшов у «Воронівку», яка виступала в чемпіонаті Миколаївської області.
В лютому 2012 року підсилив «Кремінь». У футболці кременчуцького клубу дебютував 7 квітня 2012 року в переможному (2:0) виїзному поєдинку 17-го туру групи «Б» Другої ліги України проти дніпропетровського «Дніпра-2». Вадим вийшов на поле на 54-ій хвилині, замінивши Андрія Місяйла. Дебютним голом за «Кремінь» відзначився 25 липня 2012 року на 63-ій хвилині переможного (4:0) домашнього поєдинку 1-го попереднього раунду кубку України проти «Єдності». Барба вийшов на поле на 59-ій хвилині, замінивши Андрія Кругляка. Дебютним голом за кременчуцьку команду в Другій лізі України відзначився 12 серпня 2012 року на 7-ій хвилині програного (1:2) виїзного поєдинку 6-го туру групи «Б» проти донецького «Шахтаря-3». Вадим вийшов на поле в стартовому складі, а на 61-ій хвилині його замінив Євген Апришко. У складі кременчуцького клубу в Другій лізі України зіграв 48 матчів (4 голи), ще 3 матчі (1 гол) провів у кубку України.
Напередодні старту сезону 2014 років проходив збори з одним з клубів Вищої ліги Узбекистану, але через бюрократичні перепони трансер так і не відбувся. Зрештою, українець опинився у казахстанському «Мактааралі». Дебютував у новій команді 6 квітня 2014 року в нічийному (0:0) домашньому поєдинку 1-го туру Першої ліги проти каменогорського «Востока». Барба вийшов на поле в стартовому складі та відіграв увесь матч. Дебютним голом у першій лізі казахстану відзначився 12 квітня 2014 року на 56-ій хвилині (не реалізував пенальті, але першим встиг на добивання) переможного (2:0) виїзного поєдинку 2-го туру проти «Окжетепеса». Вадим вийшов на поле в стартовому складі, а на 88-ій хвилині його замінив Сакен Оринбеков. У 2014 році зіграв 24 матчі (5 голів) у Першій лізі та 1 поєдинок у кубку Казахстану.
1 липня 2015 року вільним агентом приєднався до «Круої». Вперше за нову команду зіграв 9 липня 2015 року в програному (0:8) виїзному поєдинку Ліги Євпропи проти «Ягеллонію». Вадим вийшов на поле на 59-ій хвилині, замінивши Ричардаса Бенюшиса Дебютував за команду в А-лізі 27 липня 2015 року в нічийному (0:0) виїзному поєдинку 20 туру проти «Рітеряя». Вадим вийшов на поле в стартовому складі, а на 90-ій хвилині його замінив Томас Саламанавічюс. Єдиним голом у вищому дивізіоні литовського футболу відзначився 16 серпня 2015 року на 14-ій хвилині програного (2:3) домашнього поєдинку 23-го туру проти «Шяуляя». Барба вийшов на поле в стартовому складі, а на 67-ій хвилині його замінив Максим Адаменко. У сезоні 2015 року зіграв 5 матчів (1 гол) за «Круою» у вищому дивізіоні Литви, 1 матч у національному кубку та 1 матч за другу команду в Першій лізі країни. 1 січня 2018 року став гравцем друголігового «Пакруоїса». У своєму дебютному сезоні в новій команді відзначився 8-ма голами в національному чемпіонаті.